# Línea Sea Beach
La línea Sea Beach es una línea subterránea de la división BMT del metro de la ciudad de Nueva York, que conecta la línea de la Cuarta Avenida por medio de cuatro carriles con dirección hacia Coney Island en Brooklyn. La línea fue una vez el servicio expreso más rápido entre Manhattan y Coney Island, pero ahora solo transporta al servicio local. El 29 de mayo de 2005, los trenes de la línea Sea Beach empezaron a operar hacia Coney Island–Avenida Stillwell después de muchos años que la línea solo funcionaba en Gravesend–Calle 86 mientras la terminal en Coney Island estaba siendo construida.

## Servicios y extensión

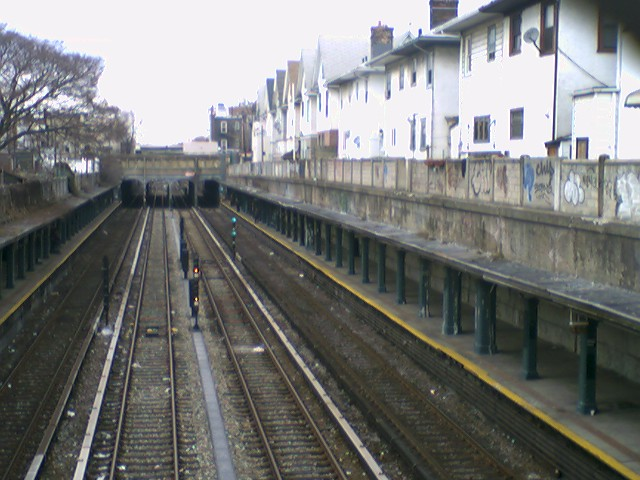
Vista de una salida desde la estación Kings Highway.

La moderna línea empieza a dividirse desde la línea de la Cuarta Avenida en una interconexión aérea justo al sur de la estación de la Calle 59. Entre la estación y la interconexión, el cambio des aguas son proveídas entre las vías locales y expresas de la línea de la Cuarta Avenida, y después las vías expresas giran al este bajo las vías con sentido norte en lo que luego se convierte en el inicio de la línea Sea Beache. Después que la línea sale del túnel bajo la Cuarta Avenida, las dos vías separadas de la línea Sea Beach, salen en cada de una rampa que anteriormente estaba conectada con la línea original cerca de la orilla de Brooklyn en la Calle 65 en Bay Ridge.
Después de pasar la antigua unión con la orilla de la línea en Brooklyn, la línea Seach Beach se ensancha para que quepan cuatro vías, pero las vías expresas con sentido sur están muy deterioradas y necesitan ser reparadas. 
Actualmente la línea Sea Beach transporta los trenes del servicio N.

## Parte Sur de la línea
Antes y después de la Autopista Kings, hay varios cambios de aguja hacia las vías expresas con dirección sur desde las vías expresas con dirección norte. En ambos lados de la Autopista, o para permitir que los trenes locales puedan cambiar a las vías expresas después de pasar la estación. 
Las vías expresas terminal al sur de Gravesend–Calle 86 convirtiéndose en una línea de doble vía, y se divide diagonalmente al lado de los Depósitos de Coney Island. Después de que varias conexiones con almacenaje de vías, la línea termina en la terminal Coney Island–Avenida Stillwell.

## Lista de estaciones
| Leyenda de la estación de servicio | Leyenda de la estación de servicio |
| ---------------------------------- | ---------------------------------- |
| Hace paradas todo el tiempo        | Paradas todo el tiempo             |
| Hace paradas sólo en horas pico    | Paradas sólo en horas pico         |
| Detalles del periodo de tiempo     |                                    |

| Acceso para discapacitados                         | Estación                                           | Vías                                               | Servicios                                          | Apertura                                           | Transferencias y notas                                    |
| se divide desde la línea de la Cuarta Avenida (N ) | se divide desde la línea de la Cuarta Avenida (N ) | se divide desde la línea de la Cuarta Avenida (N ) | se divide desde la línea de la Cuarta Avenida (N ) | se divide desde la línea de la Cuarta Avenida (N ) | se divide desde la línea de la Cuarta Avenida (N )        |
| -------------------------------------------------- | -------------------------------------------------- | -------------------------------------------------- | -------------------------------------------------- | -------------------------------------------------- | --------------------------------------------------------- |
|                                                    | Octava Avenida                                     | local                                              | N                                                  | 22 de junio de 1915                                |                                                           |
|                                                    | Fort Hamilton Parkway                              | local                                              | N                                                  | 22 de junio de 1915                                |                                                           |
|                                                    | Avenida New Utrecht                                | local                                              | N                                                  | 18 de julio de 1877                                | línea West End en la Calle 62 (D )                        |
|                                                    | Avenida 18                                         | local                                              | N                                                  | by 1884[cita requerida]                            |                                                           |
|                                                    | Avenida 20                                         | local                                              | N                                                  | 22 de junio de 1915                                |                                                           |
|                                                    | Bay Parkway                                        | local                                              | N                                                  | 22 de junio de 1915                                |                                                           |
|                                                    | Autopista Kings                                    | local                                              | N                                                  | 22 de junio de 1915                                |                                                           |
|                                                    | Avenida U                                          | local                                              | N                                                  | 22 de junio de 1915                                |                                                           |
|                                                    | Gravesend–Calle 86                                 | local                                              | N                                                  | 23 de agosto de 1915                               |                                                           |
| Acceso para discapacitados                         | Coney Island–Avenida Stillwell                     | ambas                                              | N                                                  | 13 de diciembre de 1918                            | línea Brighton (Q ) línea Culver (F ) línea West End (D ) |